# Bocchar laevispina
Bocchar laevispina är en insektsart som beskrevs av Melichar 1912. Bocchar laevispina ingår i släktet Bocchar och familjen hornstritar. Inga underarter finns listade i Catalogue of Life.